# Kiviõli
Kiviõli este un oraș (linn) în Regiunea Ida-Viru, Estonia.
1. ↑  Maakatastri statistika (în estonă), Consiliul Funciar Eston[*], accesat în 19 octombrie 2018